# 합천 청계서원
합천 청계서원(陜川 淸溪書院)은 대한민국 경상남도 합천군 율곡면에 있는, 우옹 이희안(1504∼1559)과 임진왜란 때 공을 세운 전치원, 이대기의 학문과 덕행을 추모하기 위해 세운 서원이다.
1985년 11월 14일 경상남도의 문화재자료 제136호 청계서원으로 지정되었다가, 2018년 12월 20일 현재의 명칭으로 변경되었다.

## 개요
우옹 이희안(1504∼1559)과 임진왜란 때 공을 세운 전치원, 이대기의 학문과 덕행을 추모하기 위해 세운 서원이다.
이희안은 조선 중기의 학자로 김안국의 문인이다. 몇 차례 관직에 나갔으나 사직하고, 조식과 사귀며 학문을 닦았다.
청계서원은 명종 19년(1564)에 처음 지었다. 이후 고종 6년(1869) 흥선대원군의 서원철폐령으로 폐쇄되었다가 그 뒤에 복원하였다.
이 서원은 왼편과 오른편에 동재·서재가 있었다고 전하나, 현재는 서당과 대문간채만 남아 있다. 서당은 앞면 5칸·옆면 1칸 규모이며, 앞뒤로 퇴칸이 있다. 왼쪽부터 방·마루 2칸·방 2칸으로 구성되어 있고 왼쪽 방 뒤에만 퇴칸이 있다.

## 참고 문헌
- 합천 청계서원 - 국가유산청 국가유산포털